# Titularbistum Petina
Petina ist ein römisch-katholisches Titularbistum. Das Titularbistum ist benannt nach der antiken Stadt Petina (heute: Pićan) in Istrien. Das Bistum Petina (oder Pedena) war 1787 aufgelöst und dem Bistum Triest zugeschlagen worden.
| Titularbischöfe von Petina |                      |                                                |                   |                   |
| Nr.                        | Name                 | Amt                                            | von               | bis               |
| 1                          | Josip Pavlišic       | Koadjutorerzbischof von Rijeka-Senj (Kroatien) | 20. August 1969   | 18. April 1974    |
| 2                          | John Edward McCarthy | Weihbischof in Galveston-Houston (USA)         | 23. Januar 1979   | 19. Dezember 1985 |
| 3                          | Rafael Palmero       | Weihbischof in Toledo (Spanien)                | 24. November 1987 | 9. Januar 1996    |
| 4                          | Reinhard Marx        | Weihbischof in Paderborn (Deutschland)         | 23. Juli 1996     | 20. Dezember 2001 |
| 5                          | Valentin Pozaić SJ   | Weihbischof in Zagreb (Kroatien)               | 2. Februar 2005   | 15. Mai 2023      |
| 6                          | Paul Reder           | Weihbischof in Würzburg (Deutschland)          | 25. März 2024     |                   |